# Wacław Szymański (1892–1975)
Wacław Szymański (ur. 25 listopada 1892 w Pasiece, zm. 21 maja 1975 tamże) – polski rolnik, działacz społeczny, polityk, poseł na Sejm w II RP.

## Życiorys
Rolnik w Pasiece, powiatu kutnowskiego. Od 1921 roku był prezesem Koła Rolniczego w Żychlinie, później radcą warszawskiej Izby Rolniczej oraz członkiem kuratorium szkół rolniczych w Mieczysławowie i Mirosławicach.
W 1935 roku został posłem IV kadencji (1935–1938) wybranym z listy państwowej 23 762 głosami z okręgu nr 11 (powiaty: włocławski, nieszawski i kutnowski).
Po wybuchu II wojny światowej został przesiedlony do Generalnego Gubernatorstwa, gdzie w powiecie łowickim prowadził sklep spozywczy „Rolnik”. Po wojnie wrócił do Żychlina, gdzie kierował spółdzielnią mleczarską do 1956 roku.
Został pochowany na miejscowym cmentarzu.

## Ordery i odznaczenia
- Srebrny Krzyż Zasługi (9 listopada 1932)[4]